# Kerk van Kiruna
De kerk van Kiruna staat in het noordelijk gelegen Zweedse stadje Kiruna. Het gebouw is ontworpen door architect Gustaf Wickmann (1858-1916) en werd in 2001 verkozen tot "het beste Zweedse gebouw aller tijden, gebouwd vóór 1950". Het verbindt de Amerikaanse houtarchitectuur met invloeden van de Noorse staafkerk en Samische hutten.
De kerk is het centraal gelegen gebouw van Kiruna, een stad die in 1900 ten behoeve van de mijnbouw van ijzererts werd gesticht. De opdrachtgever was Hjalmar Lundbohm, die tevens de beste beeldend kunstenaars aan het werk zette, zoals prins Eugenius van Zweden, die het altaarstuk schilderde en Christiaan Eriksson, die de bronzen beelden ontwierp.
Door de mijnbouw verzakken delen van Kiruna. In de 21e eeuw worden delen van de stad en vooral het centrum een aantal kilometer verderop verplaatst. De kerk werd in 2025 2440 meter naar het oosten verplaatst.
Driekwart van de stad kan blijven staan. De mijn, de gemeente en het rijk zijn het echter nog niet eens over wie de verhuizing moet betalen.